# نادي كيادوندو للرجبي
نادي كيادوندو للرجبي عبارة عن أرض مخصصة لممارسة رياضة اتحاد الرجبي في كمبالا، أوغندا.
تم بناء هذا النادي عام 2000. وتضم المرافق الأرض الرئيسية، وملعب التدريب والمبنى الذي يشغله النادي.
وتأوي هذه الأرضية العديد من فرق الأندية، ومن بينهم فريق إم تي إن هيثنس، وهو النادي الرئيسي لرياضة الرجبي بأوغندا. وقد استضاف هذا النادي كذلك مباريات الإياب التي لعبها منتخب اتحاد الرجبي الوطني الأوغندي، ولكن في نفس الوقت يدرس اتحاد الرجبي الأوغندي استضافة المباريات بـ الملعب الوطني (أوغندا)|الملعب الوطني أو ملعب ناكيفوبو نظرًا للسعة المحدودة لملعب كيادوندو.
لقد كان النادي كذلك مكانًا لإقامة الحفلات الموسيقية، ويعد بيني مان من بين فناني الأداء البارزين.

## اعتداءات كمبالا يوليو 2010
لقد كان نادي كيادوندو الرجبي واحدًا من الموقعين اللذين شهدا اعتداءات كمبالا يوليو 2010.
وقع الهجوم الثاني، الذي يتألف من انفجارين حدثا في تتابع سريع، في تمام الساعة 11:18pm بملعب كيادوندو الرجبي، حيث كانت صحيفة نيو فيجن التي تديرها الدولة مكلفة بعرض المباراة. وبحسب شهود عيان، وقع انفجار قرب الدقيقة التسعين من عمر المباراة، وبعدها بثوانٍ وقع الانفجار الثاني الذي أشعل أرض الملعب. ووقع الانفجار مباشرةً أمام الشاشة الكبيرة التي كانت تعرض البث التليفزيوني من جنوب إفريقيا، مما أسفر عن مقتل 49 شخصًا. ويشير اكتشاف رأس وساق مقطوعة بأرض ملعب الرجبي إلى أن الحادث كان عملية تفجيرية نفذها أحد الأفراد. ولاحقًا، تم العثور على سترة ثالثة غير منفجرة.

## وصلات خارجية
- Kyadondo Rugby Club